# بوسنی (ناحیه)

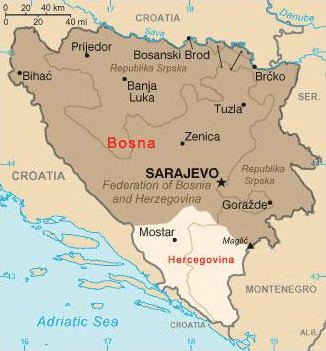
مرز تقریبی بین بوسنی (تیره) و هرزگوین (روشن)

بوسنی، نام ناحیه شمالی و به نسبت کوهستانی کشور بوسنی و هرزگوین است. این ناحیه عمدتاً در محدودهٔ کوه‌های آلپ دیناری واقع شده‌است. بخش دیگر کشور بوسنی و هرزگوین که ناحیهٔ جنوبی آن را تشکیل می‌دهد، هرزگوین است. واژهٔ بوسنی، در کاربرد غیر رسمی برای نامیدن کل کشور بوسنی و هرزگوین هم به‌کار می‌رود.
ناحیهٔ بوسنی، حدود ۴۱٬۰۰۰ کیلومتر مربع مساحت دارد که حدود ۸۰٪ وسعت محدودهٔ امروزی بوسنی و هرزگوین را شامل می‌شود.

## نگارخانه

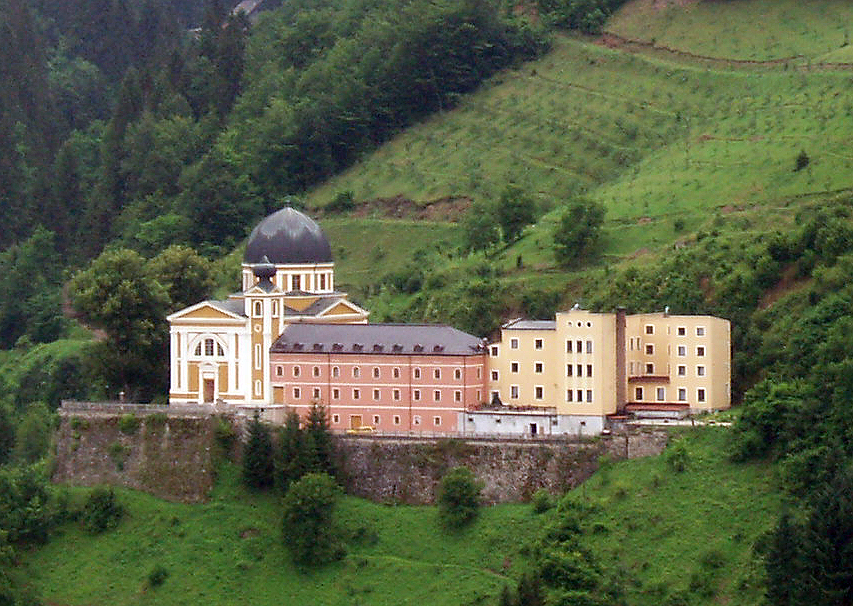
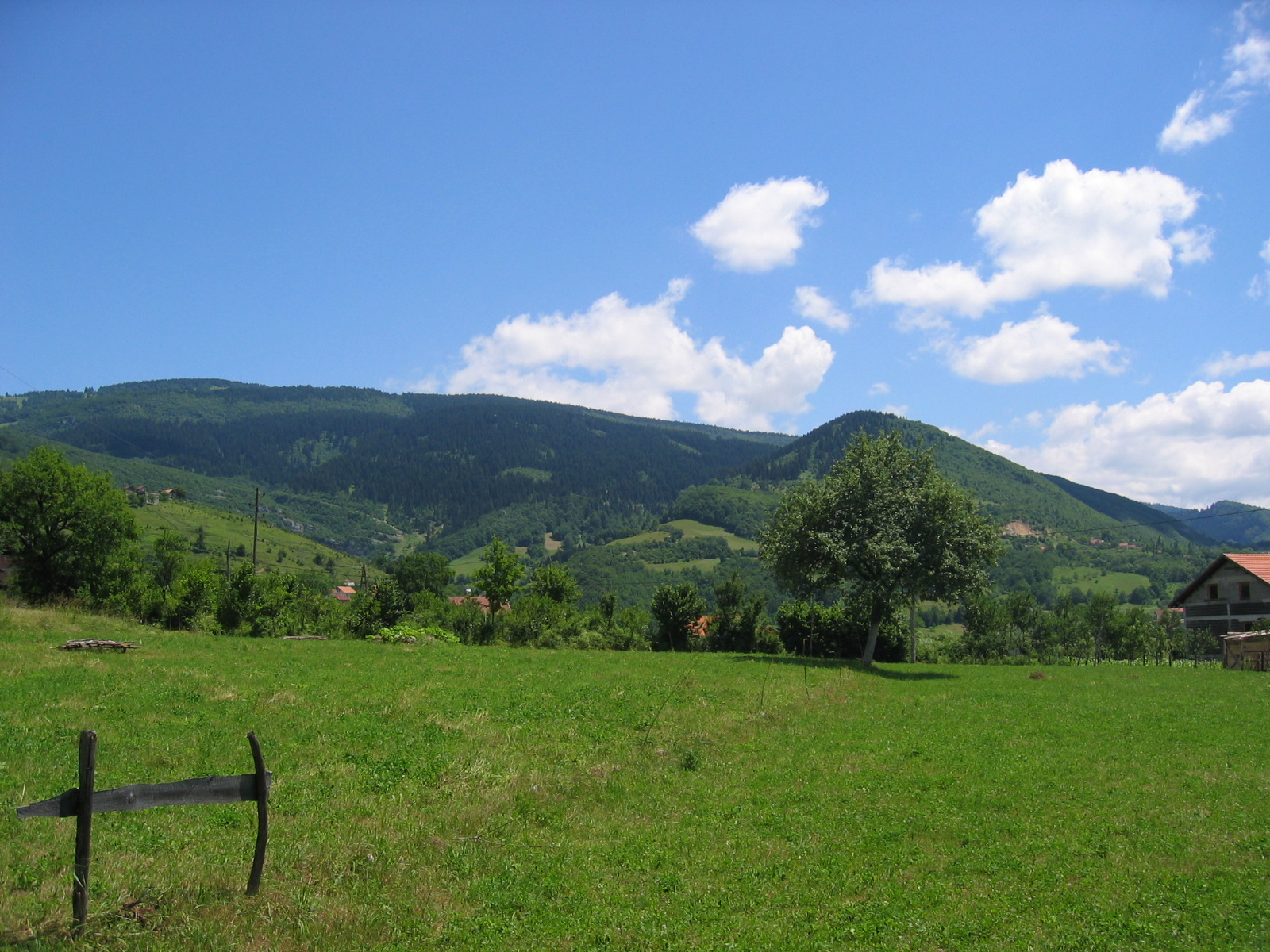